# Wubi (Ubuntu)
Wubi es un instalador libre y oficial de Ubuntu para sistemas operativos Windows, licenciado bajo GPL. El objetivo del proyecto era permitir a usuarios de Windows, no acostumbrados a Linux, probar Ubuntu sin el riesgo de perder información durante un formateo o particionado. Wubi también permitía desinstalar Ubuntu desde Windows.
Este software no es una máquina virtual, sino que crea una instalación autónoma en una imagen de disco, igual que otros sistemas como Topologilinux. Wubi ha sido incluido desde la versión 8.04 Hardy Heron de Ubuntu.
Wubi no instala Ubuntu directamente en una partición propia, y no puede aprovechar el espacio libre del disco duro para instalar el sistema operativo. Sin embargo, esto puede llevarse a cabo mediante LVPM (Loopmounted Virtual Partition Manager - Administrador de particiones virtuales montadas en bucle), que permite transferir la instalación generada con Wubi a una partición dedicada. Los usuarios interesados en la instalación sobre una partición, como la habitual en Ubuntu, y sin hacer uso de un CD, deberían utilizar UNetbootin en su lugar.

## Historia
La idea original de Agostino Russo surgió inspirada por Topologilinux, que usaba una imagen de disco, e Instlux, que proporcionaba un front-end para Windows. La idea era unir los dos conceptos, mediante un instalador en Windows que permitiese montar una imagen de Ubuntu. Más tarde, Geza Kovacs refinaría la especificación y proporcionaría los primeros prototipos. Oliver Mattos diseñó la interfaz de usuario original en NSIS.
Después, Agostino Russo refinó el concepto de la instalación, pasando de una imagen prehecha a una creada al vuelo mediante una versión con "parches" del instalador de la distribución Debian. Así nació el proyecto Lupin, y Agostino Russo diseñó e implementó la mayoría del código, con algunas contribuciones por parte de Geza Kovacs.
Más tarde, Agostino Russo y un usuario apodado "Ecology2007" rediseñaron y reimplementaron la interfaz de usuario para Windows, convirtiéndose en la usada actualmente. Hampus Wessman contribuyó con el nuevo sistema de descarga y los guiones (scripts) de traducción. Los usuarios "Bean123" y "Tinybit" también ayudaron a depurar y arreglar problemas durante el arranque. Lubi y LVPM fueron creados más tarde por Geza Kovacs.
En Ubuntu 12.04 LTS, Wubi fue removido de la instalación por defecto por problemas de compatibilidad con Windows 8. En Ubuntu 13.04 fue abandonado el soporte para Ubuntu de ahí en adelante.

## Desarrollo
Los desarrolladores principales son Agostino Russo, Geza Kovacs, Oliver Mattos y Ecology2007. El desarrollo se lleva a cabo principalmente en Launchpad, liderado por el Lupin Team a través de la página de Ubuntu con el borrador original y las páginas de proyecto de Wubi, Lubi, Lupin, y LVPM.
Se esperaba haber incluido la funcionalidad de Wubi en Ubuntu 7.10 Gutsy Gibbon, pero no fue terminado a tiempo. El Live CD de Gutsy contiene un fichero "wubi-cdboot.exe", pero solo permite el arranque desde el CD para hacer la instalación normal de Ubuntu (que suele requerir un particionado). Sin embargo, se puede descargar por separado una versión alpha del instalador Wubi para 7.10. Se dice que la razón de que la versión para 7.10 no fuese publicada fue un bug durante la instalación de una de las revisiones alpha, pero los usuarios dijeron que la última revisión (rev386) ya no poseía dicho bug. En abril de 2008 la versión 8.04 ya está disponible.

## Soporte hardware
En la actualidad, se queda instalada con Wubi y Lubi en la versión i386 malito (x86 de 32 bits) y AMD64 (x86-64)(Última versión 11.04 lanzada el 28 de abril de 2011).

## Problemas
- La hibernación y suspensión no están soportadas.[21]
- El sistema de ficheros de Wubi es más vulnerable ante cortes de corriente (hardreboots) que los sistemas de ficheros comunes.[21]
- Problemas de inicio dual entre Windows 8 y Ubuntu
- Al desfragmentar desde Windows el disco donde esté instalado con Wubi, es muy probable que se inutilice.

## Proyectos similares
- Mint4win de Linux Mint (Basado en el mismo WUBI)
- Topologilinux, que hace uso de coLinux para ejecutarse sobre Windows.
- Instlux, incluso con openSUSE desde la versión 10.3.[22]
- win32-loader de Debian.
- UNetbootin.